# No Line on the Horizon
No Line on the Horizon dvanaesti je studijski album irskog rock sastava U2, koji 2009. godine objavljuje diskografska kuća Interscope Records.
Album 27. veljače izlazi u Irskoj, Nizozemskoj, Njemačkoj i Australiji, 2. ožujka u ostatku Europe, dok dan kasnije izlazi u Sjevernoj Americi. Prvi je studijski album nakon 2004. godine kada je objavljen How to Dismantle an Atomic Bomb i to je najduži vremenski period između dva albuma u njihovoj glazbenoj karijeri. Materijal je izvorno trebao biti objavljen kao dvostruki EP pod nazivom Daylight and Darkness, ali je poslije odlučeno da će biti objavljen kao jedan album.
U2 je na novom albumu u studiju počeo raditi 2006. godine zajedno s Rickom Rubinom, iako taj materijal nije sastavni dio No Line on the Horizon. Od lipnja 2007. do prosinca 2008. sastav surađuje s producentima Brianom Enoom i Danielom Lanoisom, dopuštajući im da se uključe u program kao skladatelji. Album je planiran da bude objavljen u studenom 2008. godine, međutim sastav je napisao oko 50 - 60 skladbi i želio je nastaviti dalje pisati.
Na omotu albuma nalazi se fotografija u crno-bijeloj tehnici, japanskog fotografa Hiroshia Sugimotoa, na kojoj se nalaze detalji spajanja mora i neba. To je posveta Robu Partridgeu koji je 1979. godine potpisao prvi posao sa sastavom, a umro je od raka pred kraj 2008. godine.

## Produkcija i snimanje

### Turneja 360 stupnjeva
U ljeto i jesen 2009. turneja U2 360° održava se u Europi i Sjevernoj Americi, čime sastav ujedno i promovira novi album.
Koncerti su se održali u Barceloni na Nou Campu, u rodnom Dublinu, Chorzówu, Milanu, Parizu, Berlinu, Zagrebu, Göteborgu, Gelsenkirchenu, Amsterdamu, Nici, Londonu, Sheffieldu, Glasgowu i Cardiffu, a u Sjevernoj Americi planirani su u Chicagu, Bostonu, Torontu, New Yorku, Washingtonu, Charlottesvilleu, Raleighu, Atlanti, Tampi, Dallasu, Houstonu, Normanu, Phoenixu, Las Vegasu, Los Angelesu i Vancouveru. Pozornica je u obliku hobotnice kako bi se mogla vidjeti sa svih mjesta na stadionu (360 stupnjeva).

### Zajedno s Rickom Rubinom
U srpnju 2004. godine U2 je poslao elektroničku poštu svim pretplatnicima na njihove službene stranice da su započeli sa snimanjem materijala za album No Line on the Horizon. Sastav na jugu Francuske u studiju 'Abbey Road' zajedno s producentom Rickom Rubinom počinje raditi na snimanju novog materijala. Dvije skladbe s tih snimanja objavljene su na kompilaciji U218 Singles, obrada sastava The Skids' "The Saints Are Coming" zajedno s američkom punk rock skupinom Green Day i "Window in the Skies". Obje skladbe su izveli na završetku Vertigo turneje iz 2006. godine. Krajem 2006. godine u radio intervju s Joo Whileyem, Bono je izjavio da sastav sa svojim sljedeći album glazbeno kreće u drugom smjeru, govoreći: "Mi smo i dalje ista skupina, ali možda je rock morao otići, možda je rock puno teže dobiti. No, bez obzira na to, mi ćemo ostati tamo gdje i jesmo.".
Rubina je ohrabrila činjenica da se sastav vratio svojim rock počecima i sastavu je pristupio sa zahtjevom da se sve skladbe završe u studiju. Međutim to nije bilo u skladu s "free-form" stilom kojeg je koristio U2. Na kraju su raskinuli suradnju s Rubinom i prekinuli su sa snimanjem materijala, a svoj interes će tražiti dalje u budućnosti. Kasnije potpisuju suradnju s Brianom Enoom i Danielom Lanoisom kao glavnim producentima na materijalu, a također im daju priliku da zajedno s njima sudjeluju u pisanju skladbi. Također je doveden i Steve Lillywhite kako bi miksao skladbe.

## Popis pjesama
1. "No Line on the Horizon" (4:12)
2. "Magnificent"	(5:24)
3. "Moment of Surrender"	(7:24)
4. "Unknown Caller" (6:03)
5. "I'll Go Crazy If I Don't Go Crazy Tonight" (4:14)
6. "Get on Your Boots" (3:25)
7. "Stand Up Comedy" (3:50)
8. "Fez - Being Born" (5:17)
9. "White as Snow" (4:41)
10. "Breathe" (5:00)
11. "Cedars of Lebanon" (4:13)

## Izvođači
U2
- Bono Vox – Vocals, gitara, klavijature
- The Edge – Gitar, prateći vokali, piano
- Adam Clayton – Bas gitara
- Larry Mullen, Jr. – Bubnjevi, udaraljke

Glazbeni gosti
- Brian Eno - Ritam loop, programiranje, sintisajzer, vokali
- Daniel Lanois - Gitara, vokali
- Terry Lawless -  Piano, Fender Rhodes, klavijature
- will.i.am - Klavijature, vokali
- Caroline Dale - Violončelo
- Richard Watkins - Francuski rog
- Cathy Thompson - Violina
- Sam O'Sullivan - Udaraljke
- Louis Watkins - Soprano

## Vanjske poveznice
- Allmusic - Recenzija albuma